# Trpín (Svitavy)
Trpín é uma comuna checa localizada na região de Pardubice, distrito de Svitavy.